# Jump Cut
Ein Jump Cut bezeichnet einen Filmschnitt, der die klassischen Continuity-Regeln bricht und die Aufmerksamkeit auf sich zieht. Der Bildsprung kann für den Zuschauer irritierend sein. „Jump Cuts“ können auf unterschiedliche Weise entstehen, haben aber immer zur Folge, dass die Bildübergänge als „Sprung“ wahrgenommen werden können:
- Unterschiede im Bildanschluss/Bewegungsanschluss am Schnittübergang (z. B. die Körperhaltung einer Figur variiert plötzlich)
- Missachtung der räumlichen Anschlüsse (die Figur „springt“ und befindet sich plötzlich an einer anderen Stelle im Raum). Hierbei kann es sich um eine beabsichtigte zeitliche Auslassung im Handlungsstrang handeln.
- die Kombination von ähnlichen Einstellungsgrößen bei gleicher Kameraposition (Bruch der so genannten „30-Grad-Regel“.)

Ob die Bezeichnung Jump Cut nur für die absichtliche Verletzung der Schnittkonventionen reserviert ist oder auch für versehentliche Anschlussfehler gilt, darüber gehen die Meinungen in der Literatur auseinander: In seinem Sachlexikon Film behauptet Rainer Rother, dass versehentliche Anschlussfehler damit nicht gemeint seien, Ira Konigsberg hingegen meint, der Begriff bezeichne sowohl gewollte als auch unbeabsichtigte Bildsprünge.
Jean-Luc Godard verwendete den Jump Cut, da die erste Fassung seines Erfolgsfilms Außer Atem (1960) viel zu lang war. Als Gegenbewegung zum Mainstream war der Jump Cut ein wichtiges Stilmittel der Nouvelle Vague, einer Bewegung rund um Godard, Truffaut und andere Filmschaffende. Der Jump Cut ist heute ein gängiges filmisches Mittel, z. B. bei Lars von Trier oder Steven Soderbergh. Auch Gollums Selbstgespräch mit seiner Spiegelung auf dem Wasser in der Verfilmung von Der Herr der Ringe ist beispielsweise als Jump Cut inszeniert.
Im Continuity Editing des klassischen Hollywoodkinos wurde diese Technik selten angewandt. Eine ähnliche Technik wie den „Jump Cut“ entwickelte in den 1960er Jahren der amerikanische Multimediakünstler Andy Warhol in seinen Experimentalfilmen mit dem Strobe cut.
Mit dem „Jump Cut“ verwandt ist der Zeitraffer, der unter anderem mit dem „Stoptrick“ visualisiert werden kann. Beispiel: Eine Person wird in einem Kaufhaus gezeigt, wie sie viele verschiedene Kleider anprobiert. Die Einstellung bleibt immer die gleiche, nur die Kleider der Person ändern sich von Schnitt zu Schnitt. Durch diese Methode merkt der Zuschauer, dass Zeit vergeht.
Besonders beliebt ist diese Schnitttechnik in Musikvideos, um Bewegungen passend zum Takt der Musik zu schneiden. Die Technik wird ebenfalls von vielen Vloggern, beispielsweise auf der Video-Plattform YouTube, eingesetzt.
Eine weitere spezielle Schnittvariante ist der Match Cut.